# توماس وعافية (الأقصر)
قرية توماس وعافية هي إحدى القرى التابعة لمركز إسنا في محافظة الأقصر في جمهورية مصر العربية. حسب إحصاءات سنة 2006، بلغ إجمالي السكان في توماس وعافية 5003 نسمة، منهم 2524 رجل و2479 امرأة.